# Treyvon Hester
Treyvon Ramal Hester (* 21. September 1992 in Pittsburgh, Pennsylvania) ist ein US-amerikanischer American-Football-Spieler. Er spielt auf der Position des Defensive Tackles, zuletzt bei den Carolina Panthers in der National Football League (NFL). Zuvor war er bereits bei den Green Bay Packers, Oakland Raiders, Washington Redskins, Buffalo Bills sowie den Philadelphia Eagles unter Vertrag.

## Karriere
Hester besuchte von 2012 bis 2016 die University of Toledo, wo er für die Toledo Rockets College Football spielte. Nachdem er seine erste Saison als Redshirt aussetzte, lief er 2013 in seiner ersten Saison als Spieler in allen 12 Spielen auf, davon neun von Beginn an. Er erzielte 7,5 Tackles für Raumverlust und 3,5 Sacks. Er wurde dafür zum Third-team All-MAC gewählt. 2014 erzielte er 49 Tackles, davon 9,5 für Raumverlust, und zwei Sacks. Er wurde dafür zum Second-team All-MAC gewählt. Als Senior erzielte er 34 Tackles, davon 6,5 für Raumverlust, und 2,5 Sacks. In seiner letzten Saison erzielte er 39 Tackles, 8,5 für Raumverlust, und fünf Sacks. Er erlitt jedoch auch eine Schulterverletzung, welche operiert werden musste. Er wurde erneut zum Second-team All-MAC gewählt. Insgesamt erzielte er 153 Tackles, davon 31,5 für Raumverlust, und 13 Sacks.
Im NFL Draft 2017 wurde Hester als 244. Spieler in der siebten Runde von den Oakland Raiders ausgewählt. In den ersten 14 Spielen der Saison erzielte er 19 Tackles und erzwang einen Fumble, ehe er sich eine Knöchelverletzung zuzog. 10 seiner 19 Tackles machte er dabei in seinen letzten vier Spielen. Nachdem er zur Saison 2018 anfänglich noch den Sprung in den 53-Mann-Kader geschafft hatte, wurde er am 3. September noch vor dem ersten Spieltag entlassen.
Am 7. September 2018 verpflichteten ihn daraufhin die Philadelphia Eagles für ihren Practice Squad. Am 3. Oktober 2018 wurde er in den aktiven Kader befördert, um Bruce Hector zu ersetzen. Er spielte anfangs regelmäßig, jedoch sah seine Einsatzzeit ab dem achten Spieltag einen deutlichen Rückgang. Am 16. Spieltag erzielte er gegen die Houston Texans seinen ersten Sack in der NFL. Neben dem Sack erzielte er während der Regular Season 13 Tackles. Im ersten Play-off-Spiel der Eagles konnte er das finale Field Goal der Chicago Bears blocken und dadurch das Ausscheiden vermeiden. Im Rahmen der finalen Kaderverkleinerung vor Beginn der Regular Season 2019 wurde er entlassen.
Am 2. September 2019 wurde er von den Washington Redskins unter Vertrag genommen. Er spielte in 11,6 % der defensive Snaps und erzielte dabei einen Sack und acht Tackles. Nach der Saison wurde er zum Free Agent.
Am 1. Mai 2020 verpflichteten die Green Bay Packers Hester. Ende Juli 2020 wurde Hester auf der Reserve/COVID-19-Liste platziert. Im Rahmen der finalen Kaderverkleinerung vor Beginn der Saison 2020 wurde Hester auf der Injured Reserve List platziert. Am 10. September 2020 wurde er mit einem Schadensausgleich (Injury Settlement) entlassen und am 9. November 2020 erneut von den Philadelphia Eagles für deren Practice Squad verpflichtet. Im März 2021 wurde Hester entlassen.
Mitte Mai 2021 erhielt Hester von den Buffalo Bills einen Einjahresvertrag. Am 27. August 2021 wurde Hester auf der Injured Reserve List platziert. Am 8. September 2021 wurde er mit einem Schadensausgleich entlassen.
Anfang November 2021 nahmen die Carolina Panthers Hester in ihren Practice Squad auf. Mitte November wurde er wieder entlassen.